# مارسيانو بروما
مارسيانو بروما (بالهولندية: Marciano Bruma)‏ (7 مارس 1984 بروتردام في هولندا - ) هو لاعب كرة قدم هولندي في مركز الدفاع. لعب مع أركا غدينيا وسبارتا روتردام وفيلم تو تيلبورغ ولخ بوزنان ونادي بارنسلي وRijnsburgse Boys ‏ وExcelsior Maassluis ‏.

## وصلات خارجية
- مارسيانو بروما على موقع قاعدة بيانات كرة القدم.إي يو (الإنجليزية)
- مارسيانو بروما على موقع Soccerbase.com (لاعب) (الإنجليزية)
- مارسيانو بروما على موقع Soccerway.com (الإنجليزية)
- مارسيانو بروما على موقع عالم كرة القدم.نت (الإنجليزية)